# سيرجيو سانشيز بيريز
سيرجيو سانشيز بيريز (بالإسبانية: Sergio Sánchez Pérez) (30 أكتوبر 1995 في إسبانيا - ) هو لاعب كرة قدم إسباني في مركز الهجوم. لعب مع نادي هويسكا.

## وصلات خارجية
- سيرجيو سانشيز بيريز على موقع قاعدة بيانات كرة القدم.إي يو (الإنجليزية)
- سيرجيو سانشيز بيريز على موقع Soccerway.com (الإنجليزية)